# Karol Semik

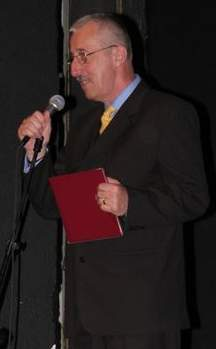
Karol Semik

Karol Semik (* 13. August 1953 in Cieszyn) ist ein polnischer Lehrer. Seit 2008 bekleidet er die Funktion eines kurator oświaty (Superintendent) und Vice-Wojewode der Woiwodschaft Masowien in Polen.
Er war der beste Absolvent der Berg- und Hüttenakademie in Krakau im Jahre 1977.  Er war ein studentischer Mitarbeiter an der Technischen Universität in Radom.
Zwischen 1991 und 2007 war Semik Schulleiter des Lyzeums Nr. 6, einer Oberschule in Radom. Während dieser Zeit absolvierte er ein Fortbildungsstudium an der Universität Warschau (1998) sowie der Wirtschaftsakademie Kattowitz (2003).
Semik erhielt das Goldene Verdienstkreuz der Republik Polen, die Medaille der Kommission der Nationalen Edukation und dreimal den Preis des Bildungsministers der Republik Polen (1994, 1999, 2000).

## Auszeichnungen
- Goldenes Verdienstkreuz der Republik Polen (Złoty Krzyż Zasługi), 1995
- Medaille der Kommission der Nationalen Edukation (Medal Komisji Edukacji Narodowej), 2001
- Brązowy Medal za Zasługi dla Policji 2010
- Złoty Medal za Długoletnią Służbę 2010